# День детской и подростковой литературы в Иране
День детской и подростковой литературы (перс.  روز ادبیات کودکان و نوجوانان‎) — иранский праздник, который отмечается 9 июля (18 тира по иранскому календарю).

## Выбор даты
День детской и подростковой литературы отмечается 9 июля — в память о Мехди Азаре Йезди, иранском детском писателе. Он скончался 9 июля 2009 года.

## Мехди Азар Йезди
Мехди Азар Йезди (перс.  مهدی آذر یزدی‎) (1921-2009) — выдающийся детский писатель. Свою писательскую деятельность он начал в 1959 году. Большая часть книг Йезди — это адаптированные для детей произведения классической персидской литературы.
Писатель родился в 1921 году в Йезде. Отец научил его читать и писать, затем мальчик продолжил учебу самостоятельно. В подростковом возрасте он занимал все свободное время чтением книг. Больше всего его интересовали классическая персидская поэзия и Коран. В 1944 году Йезди покинул родной город и переехал в Тегеран. Он работал строителем и рабочим в ткацкой мастерской, а также в издательствах и книжных магазинах.
Йезди всем сердцем любил детей. Однажды, уходя с работы, он увидел маленького мальчика, плачущего на пороге магазина. От восьмилетнего Мохаммада отказался собственный отец. Писатель взял мальчика к себе, официально усыновил его в 1949 году и воспитал из него достойного человека.
Наиболее известным произведением Йезди является «Хорошие истории для добрых детей» (перс.  قصه‌های خوب برای بچه‌های خوب‎). Серия состоит из восьми частей, она основана на классических произведениях персидской литературы, таких как «Голестан» Саади и «Поэма о скрытом смысле» Руми. Она также включает несколько сюжетов из Корана о жизни пророка Мухаммеда и Четырнадцати непорочных. В 1966 году серия получила премию ЮНЕСКО как лучшая книга года, а в 1967 году стала книгой года в Иране.
«Хорошие истории для добрых детей» была переведена на многие языки мира, включая русский , армянский, испанский и китайский. 
В память о Мехди Азаре Йезди как о величайшем детском писателе Ирана была учреждена премия имени Йезди. Ежегодно она присуждается автору лучшей детской книги.